# FV 432

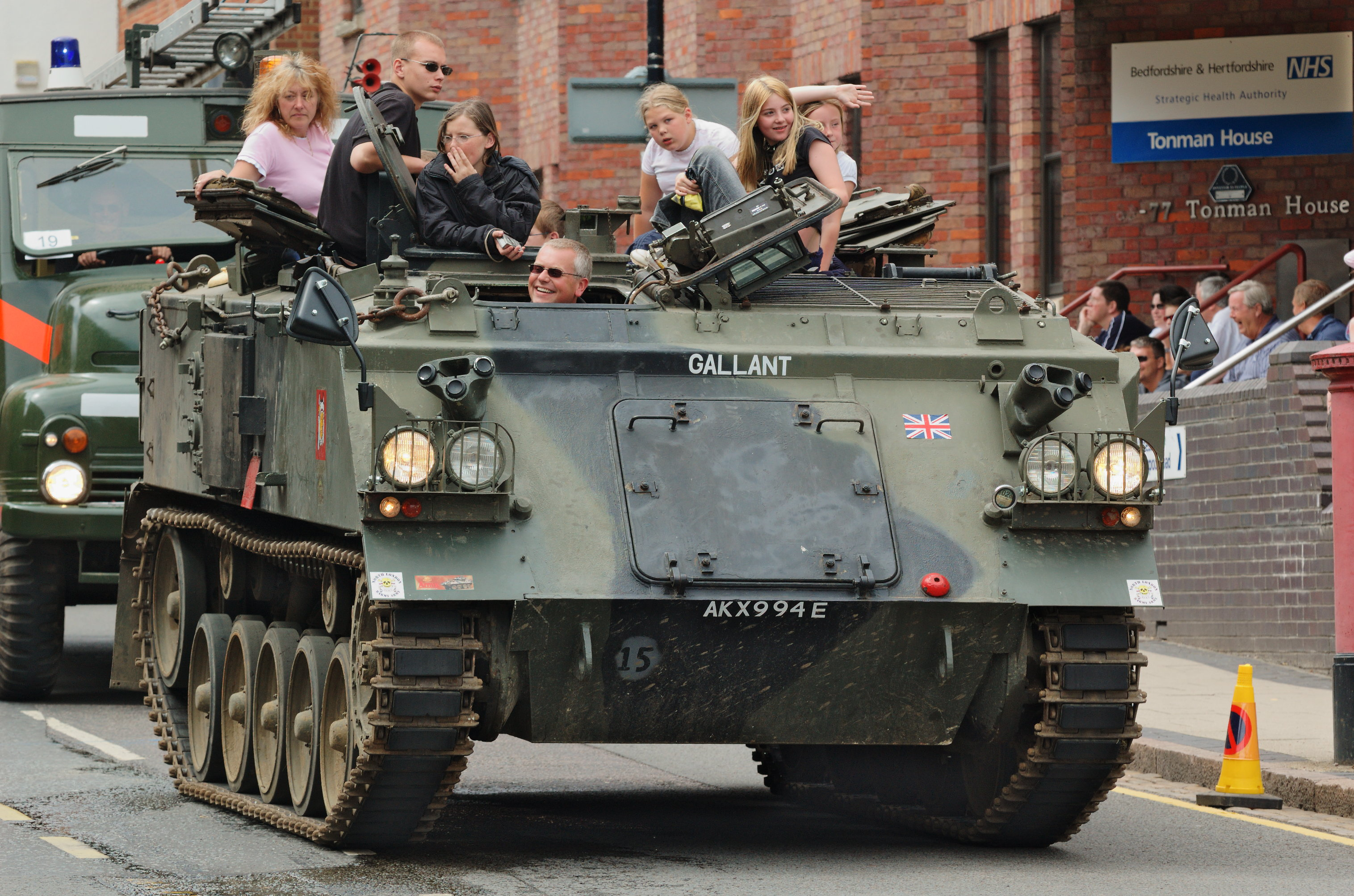
Ein FV432 in Privatbesitz, während eines Karnevalsumzugs

Der FV 432 ist ein Fahrzeug der britischen FV430-Serie gepanzerter Kettenfahrzeuge. Der FV 432 wurde wie sein US-amerikanisches Gegenstück M113 für viele verschiedene Aufgaben eingesetzt. Er wird heute noch von den britischen und indischen Streitkräften eingesetzt. Er löste den Saracen APC ab.

## Geschichte
Die Fahrzeuge der FV-430-Familie wurden ab 1963 vom britischen Unternehmen GKN Defence gebaut. Eigentlich sollte das Fahrzeug „Trojan“ heißen, jedoch führten namensrechtliche Probleme dazu, dass diese Panzerfamilie nur unter der Bezeichnung „FV“ bekannt wurde. Der Panzer ähnelt zwar dem M113, ist aber im Gegensatz zu diesem aus Stahl und nicht aus Aluminium gefertigt. Dies erklärt, warum der M113 in kürzester Zeit schwimmfähig gemacht werden konnte beziehungsweise dies sogar ohne größere Probleme erreichte. Beim FV 432 mussten Schwimmhilfen angebracht werden. Auf diese Möglichkeit wurde später völlig verzichtet. Ein Gewichtsunterschied von 4 Tonnen im Vergleich zum M113 führte dazu, dass der M113 trotz seiner um etwa 30 PS geringeren Leistung etwa 10 km/h schneller fuhr.

## Technik
Neben dem Fahrer und Kommandanten finden in diesem Panzer zehn Soldaten Platz, die auf an der Außenwand angebrachten Sitzbänken quer zur Fahrtrichtung sitzen. Alternativ kann der Panzer bei hochgeklappten Bänken auch bis zu 3750 Kilogramm Ladung befördern. Die Soldaten können den Panzer über eine rechts öffnende große Hecktür verlassen. Ebenso gibt es eine Dachluke, die aber aus taktischen Gründen nicht zum Verlassen des Fahrzeugs genutzt wird. Die Mörservariante nutzt die Luke jedoch als Öffnung, um aus dem gepanzerten Innenraum feuern zu können. Der Panzer ist mit einer ABC-Schutzbelüftung ausgestattet, was bei den Schützenpanzern der 1960er Jahre nicht üblich war, und verfügt über ein Clansman-Intercomsystem mit Clansman-HF- und VHF-Funkgeräten.
Der RR-K60-Motor ist ein Sechszylinder-Zweitakt-Vielstoffmotor und vorne links neben dem Fahrer eingebaut. Frühere Versionen waren auch mit dem Achtzylinder-Benzinmotor Rolls-Royce B81 ausgerüstet.

## Versionen
- Mark 1: Mannschaftstransporter, Benzinmotor
- Mark 1/1: Mannschaftstransporter, Benzinmotor
- Mark 2: Mannschaftstransporter, Vielstoffmotor
- Mark 2/1: Mannschaftstransporter, Vielstoffmotor
- Führungspanzer
- Krankentransportpanzer
- Panzermörser 81 mm
- Panzerabwehrraketenträger
- Peak Engineering L7-A2-GMPG-Kampfturm
- Cymbeline Mörser, Radar
- Feuerleitpanzer der Artillerie
- Gefechtsfeldüberwachungsfahrzeug

## Bulldog

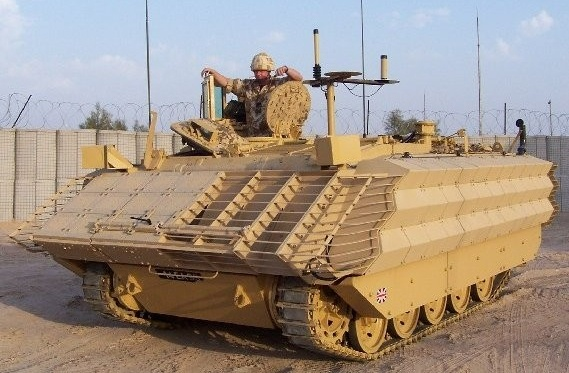
Die neue Bulldog-Ausführung

Durch den erhöhten Bedarf der britischen Armee an gepanzerten Fahrzeugen in Irak und Afghanistan und die Tatsache, dass die gepanzerten Land-Rover „Snatch“ nicht ausreichend gepanzert waren, wurden FV-432-Mannschaftstransporter mit neuen Triebwerken, verbesserter Lenkung und Bremsen sowie Zusatzpanzerung (zum Teil auch reaktiv) durch die BAE Systems ausgestattet. Handelte es sich zunächst nur um 54 Fahrzeuge, wurden im August 2006 weitere 70 FV 432 umgerüstet. Die Panzerung soll sich auf dem Niveau des Warrior IFV bewegen. Mittlerweile sollen 500 Fahrzeuge aufgerüstet werden. Außerdem wurden für den Einsatz im Irak EloKa-Systeme gegen IED installiert. Am 16. Januar 2023 verkündete die Britische Regierung die Lieferung von 100 gepanzerten Fahrzeugen, darunter Bulldogs, an die Ukraine.

## FV-430-Serie
Es existieren verschiedene Varianten des FV 432:
- FV 431: Gepanzerter Lastentransporter, wurde nicht in Serie gebaut
- FV 432: Schützenpanzer und Mannschaftstransportwagen
- FV 433: Abbot 105-mm-Panzerhaubitze
- FV 434: REME-Wartungspanzer mit hydraulischem Kran (Royal Electrical and Mechanical Engineers)
- FV 435: ehemalige FV438, zum Kommunikationspanzer umgebaut
- FV 436: Führungspanzer
- FV 438 Swingfire: Swingfire-Panzerabwehr-Raketenträger
- FV 439: Fernmeldepanzer für Ptarmigan- und andere Funksysteme

## Kampfeinsätze
Der FV 432 wird von der Ukraine im Russisch-Ukrainischen Krieg eingesetzt. Laut dem Oryx-Blog gingen mit Stand Februar 2025 mindestens vier Fahrzeuge verloren.